# Autech Gavia Zagato
Der Autech Gavia Zagato ist ein zweitüriges Coupé der zum Nissan-Konzern gehörenden japanischen Marke Autech. Das Modell basiert auf Großserientechnik von Nissan und hat eine vom italienischen Designstudio Zagato gestaltete Karosserie, die stark polarisiert. Bei Zagato wurde das Auto auch in Kleinserie gefertigt.

## Modellgeschichte
Autech wurde 1986 als Tuningbetrieb für Nissan-Fahrzeuge gegründet, der in erster Linie Anbauteile für Karosserien und Motorentuning anbieten sollte. Um das Unternehmen breiter bekannt zu machen und ihm zu Prestige zu verhelfen, sollte Autech in der Startphase einen eigenständigen, unter eigener Marke verkauften Sportwagen auf Oberklasseniveau ins Programm nehmen. Diese Aufgabe erfüllte der Autech Zagato Stelvio AZ1, der im Frühjahr 1989 öffentlich vorgestellt wurde. Der Stelvio hat Nissan-Technik und eine bei Zagato entworfene Karosserie, die höchst gegensätzlich aufgenommen wurde; Zagatos damaliger Leiter Andrea Zagato bezeichnete sie rückwirkend als hässlich, andere sprechen von „bizarr“ und „verrückt“. Der Stelvio war eines der teuersten japanischen Autos seiner Zeit. Sein Verkaufsstart fiel in die Endphase der sogenannten japanischen Spekulationsblase, in der sich hochpreisige Autos wie der Stelvio leicht verkaufen ließen. Als die Blase Anfang 1990 platze, brach der Absatz teurer Autos unvermittelt ein. Das betraf auch den Stelvio, sodass die Produktion des Autos 1990 deutlich vor Erreichen des eigentlich geplanten Kontingents eingestellt wurde. Statt der vorgesehenen 200 Stelvios entstanden lediglich „88 oder 104 Autos, je nachdem, wen man fragt.“
Nach der Einstellung des Stelvio unternahmen Nissan und Autech einen zweiten Versuch, ein exklusives Oberklassecoupé mit hauseigener Technik und Zagato-Karosserie in Kleinserie auf den Markt zu bringen. Andrea Zagato zufolge ging es dabei vor allem darum, ungenutzte Chassis aufzubrauchen, die ursprünglich für den Stelvio vorgesehen, aber wegen der verfrühten Produktionseinstellung nicht mehr verwendet worden waren. Aus diesem zweiten Anlauf ging der Autech Gavia Zagato hervor. Er setzte das Konzept des Autech Stelvio Zagato AZ1 fort, unterscheidet sich von seinem Vorgänger aber durch eine weniger polarisierende Karosserie. Der Prototyp wurde erstmals 1991 gezeigt, die Serienfertigung begann 1993.

## Modellbeschreibung

### Karosserie

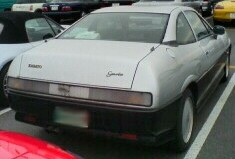
Heckpartie des Gavia

Der Autech Gavia Zagato ist ein zweitüriges Stufenheckcoupé, das bei Zagato in Handarbeit zusammengebaut wurde. Die Rohkarosserie lieferte – wie schon beim Vorgänger – der Turiner Zulieferer OPAC.
Am Karosseriedesign war Walter de Silva beteiligt. Die Gavia-Karosserie verzichtet auf Details, die Widerspruch auslösen könnten und für den Vorgänger kennzeichnend waren. Die Wagenflanken sind leicht gerundet. Zwischen den Rädern greift eine waagerecht verlaufende Lichtkante die Fuge zwischen den Stoßfängern und den vorderen und hinteren Kotflügeln wieder auf. Bei einigen Autos sind die Stoßfänger und der Teil unter der Lichtkante in einer anderen Farbe lackiert als der obere Teil der Karosserie. Die Rückspiegel sind im Gegensatz zum Stelvio konventionell am vorderen Ende der Türen angebracht. Vorn gibt es eine schmale waagerechte Kühlluftöffnung ohne ein stilisiertes A, das noch die Frontpartie des Vorgängers geprägt hatte. Ansatzweise findet sich am Stelvio auch das Double-Bouble-Design, eine Vertiefung in der Mitte des Dachblechs, die seit den 1950er-Jahren bezeichnend für Zagato ist. Die Räder sind voll verkleidet; an jedem Rad gibt es eine kleine NACA-Öffnung. Die Türen haben schmale, ausklappbare Griffe, die an italienische Sportwagen der frühen 1950er-Jahre erinnern. In diesen Designdetails entspricht der Gavia dem Stelvio.

### Technik

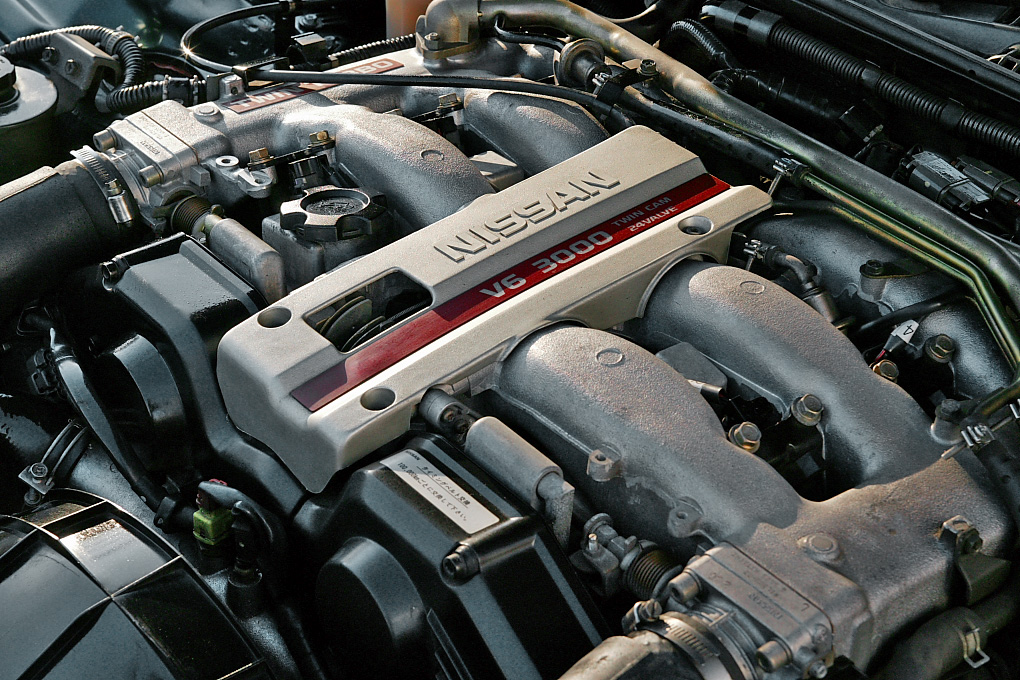
Nissans VG30DETT-Motor

Der Autech Gavia Zagato basiert wie sein Vorgänger auf der Technik des Nissan Leopard der Baureihe F31, eines in der oberen Mittelklasse positionierten Coupés mit konservativ gestalteter Stufenheckkarosserie, das im Februar 1986 in Japan auf den Markt gekommen war und in den USA als Infiniti M30 verkauft wurde.
Der Gavia wird von einem 2960 cm³ großen Sechszylinder-Ottomotor in V-Form (Typ VG30DETT) angetrieben, der aus dem Sportwagen Nissan ZX der Baureihe Z32 übernommen wurde. Der Motor hat zwei obenliegende Nockenwellen für jede Zylinderbank, vier Ventile pro Zylinder und zwei Turbolader. Werksseitig wurde die Motorleistung mit 280 PS (206 kW) angegeben. Damit würde sie den Höchstwert erreichen, der nach Maßgabe einer Selbstverpflichtung der japanischen Automobilindustrie zu dieser Zeit zulässig war. Es ist allerdings – wie schon beim Vorgänger Stelvio – davon auszugehen, dass die Leistung tatsächlich höher war; meist werden Werte von mehr als 300 PS (211 kW) für realistisch gehalten.

## Produktion
Der Produktionsumfang des Gavia blieb äußerst gering. Einige Quellen sprechen von 16 gebauten Autos, Andrea Zagato hingegen von 30 oder 40.